# Vickers Medium Mark II
Vickers Medium Mark II (англ. Виккерс, средний, модель II, также Tank Medium Mark II, Medium Mark II, Medium Mk.II или просто Mk.II) — британский средний танк 1920-х годов. Создан в 1924—1925 годах фирмой «Виккерс» на базе среднего танка Vickers Medium Mark I. От своего предшественника танк отличался рядом усовершенствований. В частности, подвеска была улучшена и прикрыта бронеэкранами; несколько изменилась форма корпуса; танк оборудовался новой системой сцепления Раккама, снабженной примитивным сервоприводом. Однако из-за общего увеличения массы танка его максимальная скорость по сравнению с Mk.I несколько снизилась.
Танк выпускался серийно с 1925 года (когда заменил в производстве Mk.I) по 1934 год. Всего за это время было выпущено порядка 100 танков, которые практически не принимали участия в каких бы то ни было боевых действиях. Танки Vickers Medium Mark II использовались английской армией с 1925 по 1939 год, когда были сняты с вооружения Королевских Танковых Частей Великобритании.